# خلنج دوسن
خلنج دوسن (بالإنجليزية: Erica Dawson)‏ هي كاتِبة وشاعرة أمريكية، ولدت في 1979 في كولومبيا في الولايات المتحدة.